# Henri Van Kerckhove
Henri Van Kerckhove (Bruxelles, 6 settembre 1926 – Lovanio, 4 novembre 1999) è stato un ciclista su strada belga.
Professionista tra il 1947 ed il 1960.

## Palmarès

### Strada
- 1946 (dilettanti)

Campionati belgi, Prova in linea amatori
- 1948 (Garin, una vittoria)

1ª tappa Giro del Belgio (Bruxelles > Blankenberge)
- 1949 (Garin, due vittorie)

8ª tappa Giro dei Paesi Bassi (Kerkrade > Tilburg)
1ª tappa Giro del Belgio (Bruxelles > Blankenberge)
- 1950 (Garin, una vittoria)

Oost-Vlanderen
- 1951 (Mercier, quattro vittorie)

7ª tappa Tour de l'Ouest
Grand Prix du Brabant wallon
tappa Tre Giorni delle Fiandre Occidentali (Lovanio)
tappa Tre Giorni delle Fiandre Occidentali (Heule-Courtrai)
- 1952 (Mercier, due vittorie)

3ª tappa Giro dei Paesi Bassi (Sint-Niklaas > Tongeren)
Classifica generale Giro del Belgio
- 1953 (Mercier, una vittoria)

Escaut-Dendre-Lys
- 1954 (Bianchi, quattro vittorie)

1ª tappa Giro del Belgio (Bruxelles > Florenville)
Classifica generale Giro del Belgio
Escaut-Dendre-Lys
5ª tappa Giro d'Europa (Saarbrücken > Schwenningen)

### Pista
- 1947 (dilettanti)

Campionati belgi, inseguimento amatori

## Piazzamenti

### Grandi giri
- Tour de France

1952: ritirato (8ª tappa)

### Classiche monumento
- Milano-Sanremo

1953: 110º
- Parigi-Roubaix

1948: 58º
1950: 61º
- Liegi-Bastogne-Liegi

1952: 2º
1954: 4º